# Ганс Леманн
Ганс Леманн (нім. Hans Lehmann; 24 вересня 1915, Брунсбюттель — 25 листопада 1981, Гамбург) — німецький офіцер-підводник, оберлейтенант-цур-зее крігсмаріне. Останній командир підводного човна-кавалер Лицарського хреста Залізного хреста.

## Біографія
В листопаді 1938 року вступив в крігсмаріне. Служив на тральщиках, в лютому-березні 1940 року — на крейсері «Адмірал Гіппер». В червні 1942 року переведений в підводний флот. Кілька місяців прослужив вахтовим офіцером на підводних човнах U-359 і U-454. З 23 вересня 1943 року — командир U-997 (Тип VII-C/41), на якому зробив 7 походів (провівши в морі в цілому 167 днів), переважно в води Арктики. Після отримання наказу про капітуляцію привів човен в Деррі і здався.
Всього за час бойових дій потопив 2 кораблі загальною водотоннажністю 1708 тонн і пошкодив 1 корабель водотоннажністю 4287 тонн.
| Дата           | Назва корабля          | Тип               | Тоннаж | Вантаж | Екіпаж | Загинули | Країна   | Конвой |
| -------------- | ---------------------- | ----------------- | ------ | ------ | ------ | -------- | -------- | ------ |
| 7 грудня 1944  | ВО-229                 | Патрульний катер  | 105    |        | 36     | 23       | СРСР     |        |
| 22 квітня 1945 | Idefjord (пошкоджений) | Торговий пароплав | 4,287  | Баласт | ?      | 1        | Норвегія | PK-9   |
| 22 квітня 1945 | Онега                  | Торговий пароплав | 1,603  |        | 42     | 5        | СРСР     | PK-9   |

## Звання
- Матрос-єфрейтор (1 січня 1939)
- Боцмансмат (2 лютого 1940)
- Боцман резерву (1 липня 1940)
- Лейтенант-цур-зее резерву (1 квітня 1941)
- Оберлейтенант-цур-зее резерву (1 квітня 1943)

## Нагороди
- Німецька імперська відзнака за фізичну підготовку в бронзі
- Спортивний знак СА в бронзі
- Нагрудний знак мінних тральщиків (1940)
- Залізний хрест
  - 2-го класу (1940)
  - 1-го класу (27 травня 1942)
- Нагрудний знак флоту (17 червня 1942)
- Нагрудний знак підводника (27 травня 1943)
- Німецький хрест в золоті (28 грудня 1944)
- Фронтова планка підводника в сріблі (березень 1945)
- Лицарський хрест Залізного хреста (8 травня 1945)